# Swiftair-vlucht 5960
Swiftair-vlucht 5960 (opererend als European Air Transport Leipzig-vlucht 18D) was een vrachtvlucht die op 25 november 2024 neerstortte tijdens de eindnadering op de luchthaven van Vilnius. De Boeing 737-476SF kwam van de luchthaven van Leipzig met vier bemanningsleden aan boord. Een van de piloten kwam om het leven.

## Toestel
Het betrokken toestel was een Boeing 737-476SF die in 1993 werd afgeleverd als passagiersvliegtuig. Het vliegtuig had het serienummer 24445 en de Spaanse registratie EC-MFE. Het toestel beschikte over twee CFM International CFM56-3C1-motoren. De Boeing voerde sinds 1 september 2016 vluchten uit namens DHL.

## Crash
Vlucht QY5960/BCS18D steeg op om 03:08 vanaf DHL-hub Luchthaven Leipzig/Halle. Het toestel stortte om 05:28 lokale tijd neer tijdens de eindnadering op baan 19 van Luchthaven Vilnius. Daarbij miste het toestel net een wooncomplex van twee verdiepingen in de wijk Liepkalnis, ongeveer 1,3 kilometer ten noorden van de luchthaven.
Het toestel kwam terecht op de binnenplaats van het pand, waardoor er brand uitbrak die uitbreidde tot aan het gebouw. Eén piloot overleefde de crash niet, de overige drie bemanningsleden werden naar het ziekenhuis gebracht. Twaalf bewoners werden geëvacueerd en op de grond vielen verder geen gewonden.

## Onderzoek
Er werd voor de crash geen noodsignaal afgegeven door de bemanning en de weersomstandigheden waren goed. Het onderzoek kijkt ook naar mogelijke sabotage of een terroristisch motief, omdat in de voorgaande maanden al meerdere incidenten plaatsvonden bij DHL. Dit betrof pakketjes die in brand vlogen met mogelijke betrokkenheid van Rusland. Vooralsnog zijn er geen aanwijzingen dat Rusland betrokken is bij de crash. Duitsland heeft experts naar Litouwen gestuurd om te assisteren bij het onderzoek.